# Fallen (roman)
Fallen är en roman av Ian Rankin, utgiven i Storbritannien år 2001. Engelska originalets titel är The Falls. Hans Lindeberg översatte romanen till svenska 2003. Romanen är den tolfte i serien om kommissarie Rebus.

## Handling
Den unga konststuderande Philippa Balfour försvinner och Rebus och hans kollegor leder en fruktlös utredning. En tid efter försvinnandet uppdagas emellertid en liten kista innehållande en docka på familjens egendom. Rebus börjar, tillsammans med den frustrerade kollegan Ellen Wylie, nysta i förekomsten av likadana kistor vid en rad äldre dödsfall av oklart slag. Samtidigt försöker Siobhan Clarke spåra den mystiske "Quizmaster" som spelat ett märkligt spel med Philippa på Internet. Romanen skildrar även övergången mellan cheferna "Farmer" Watson (som går i pension) och Gill Templer, en gång romantiskt involverad med Rebus.